# ...Lassatece passà
...Lassatece passà  è il terzo album di Gabriella Ferri, il secondo pubblicato dalla RCA.

## Descrizione
Gli arrangiamenti sono di Giacomo Simonelli, che dirige anche l'orchestra. Sul retro della copertina vi è una presentazione del disco e della cantante, curata da Leoncarlo Settimelli.
Il disco è stato ristampato in CD nel 2004.

## Tracce
1. Sora Menica (tradizionale) - 2:11
2. Er cortelluccio (testo di Pier Francesco Pingitore; musica di Gabriella Ferri) - 4:41
3. Chitarra romana (testo di Bruno Cherubini; musica di Eldo Di Lazzaro) - 3:03
4. Notte serena (testo di Vittorio e Gabriella Ferri; musica di S. Pinna) - 3:23
5. Tanto pe' cantà (testo di Alberto Simeoni; musica di Ettore Petrolini) - 2:47
6. Affaccete Nunziata (testo di N. Ilari e musica di Antonio Guida) - 2:51
7. Quanto sei bella Roma (canta se la vuoi cantà) (testo di Ferrante Alvaro De Torres; musica di Cesare Andrea Bixio) - 2:53
8. Barcarolo romano (testo di Pio Pizzicaria; musica di Romolo Balzani) - 5:08
9. Giovanottino della malavita (testo di Mario Castellacci e Pier Francesco Pingitore; musica di Dimitri Gribanovski) - 2:58
10. La società dei magnaccioni (tradizionale) - 2:59
11. Alla Renella (tradizionale) - 3:54
12. Tu non me piaci più (testo di Mario Castellacci; musica di Dimitri Gribanovski) - 2:09
13. Stornelli (Miscellanea) (tradizionale; adattamento di Vittorio e Gabriella Ferri) - 5:06